# Palmetto Leaves
Palmetto Leaves è un romanzo rosa di Harriet Beecher Stowe, pubblicato nel 1873.